# Łozowskoje (obwód kurski)
Łozowskoje (ros. Лозовское) – wieś (ros. село, trb. sieło) w zachodniej Rosji, w sielsowiecie katyrinskim rejonu oktiabrskiego w obwodzie kurskim.

## Geografia
Miejscowość położona jest nad Sejmem (lewy dopływ Desny), przy zachodniej granicy centrum administracyjnego sielsowietu (Mitrofanowa), 7 km na zachód od centrum administracyjnego rejonu (Priamicyno), 23 km na południowy zachód od Kurska, 17,5 km od drogi magistralnej (federalnego znaczenia) M2 «Krym».
We wsi znajduje się 125 posesji.
Klimat
Miejscowość, jak i cały rejon, znajduje się w strefie klimatu kontynentalnego z łagodnym ciepłym latem i równomiernie rozłożonymi opadami rocznymi (Dfb w klasyfikacji klimatów Köppena).

## Demografia
W 2010 r. wieś zamieszkiwało 229 osób.